# Łazar Mojsow
Łazar Mojsow (mac. Лазар Мојсов; ur. 19 grudnia 1920 w Negotinie, zm. 25 sierpnia 2011 w Belgradzie) – macedoński i jugosłowiański dziennikarz, dyplomata oraz polityk.
Urodził się 19 grudnia 1920 w Negotinie w Macedonii. W czasie II wojny światowej działał jako antyfaszysta. Po wojnie w 1945 roku wstąpił do Partii Komunistycznej. W latach od 1987 do 1988 sprawował funkcję przewodniczącego Prezydium SFRJ.
Był absolwentem Wydziału Prawa Uniwersytetu w Belgradzie.